# Pritchardia minor
Pritchardia minor es una especie de palmera originaria de los bosques húmedos de los valles y en las laderas expuestas, el oeste de Kauai, a una altitud de 500-1300 metros. 

## Descripción
Es una palmera que alcanza un tamaño de 10 m de alto; con los márgenes proximales del pecíolo con sólo unas pocas fibras; el limbo casi plano, dividido a 1!3 o mitad, superficie abaxial de color blanco grisáceo plateado, consejos de segmentos rígidos o sólo ligeramente caídos; inflorescencias compuestas de 1 o 2 panículas, más cortas que los pecíolos de flores y frutas, panículas ramificadas en 2 órdenes, raquilas permanentemente vestida, pardo rosado, indumento lanoso; las frutas de 15-30 x 12-13 mm, ovoide a elipsoide a obovoides.

## Taxonomía
Pritchardia minor fue descrita por  Odoardo Beccari y publicado en Webbia  3: 137 1910.
Etimología
Ver: Pritchardia
minor: epíteto latino que significa "más pequeño".
Sinonimia
- Pritchardia eriophora Becc.
- Styloma eriophora (Becc.) O.F.Cook
- Styloma minor (Becc.) O.F.Cook[4][5]